# Dorea formicigenerans
Dorea formicigenerans es una especie de bacteria grampositiva del género Dorea. Fue descrita en el año 2002, es la especie tipo. Su etimología hace referencia a formación de ácido fórmico. Anteriormente conocida como Eubacterium formicigenerans. Es anaerobia estricta e inmóvil. Tiene un tamaño de 0,6-1,4 μm de ancho por 0,8-4,7 μm de largo. Crece en parejas o en cadenas. Forma colonias circulares, blancas y lisas. Temperatura de crecimiento entre 30-45 °C, óptima de 37 °C. Se ha aislado de heces humanas.